# Вільгартсвізен
Вільгартсвізен (нім. Wilgartswiesen) — громада в Німеччині, розташована в землі Рейнланд-Пфальц. Входить до складу району Південно-Західний Пфальц. Складова частина об'єднання громад Гауенштайн.
Площа — 58,34 км2. Населення становить 998 ос. (станом на 31 грудня 2020).

## Галерея

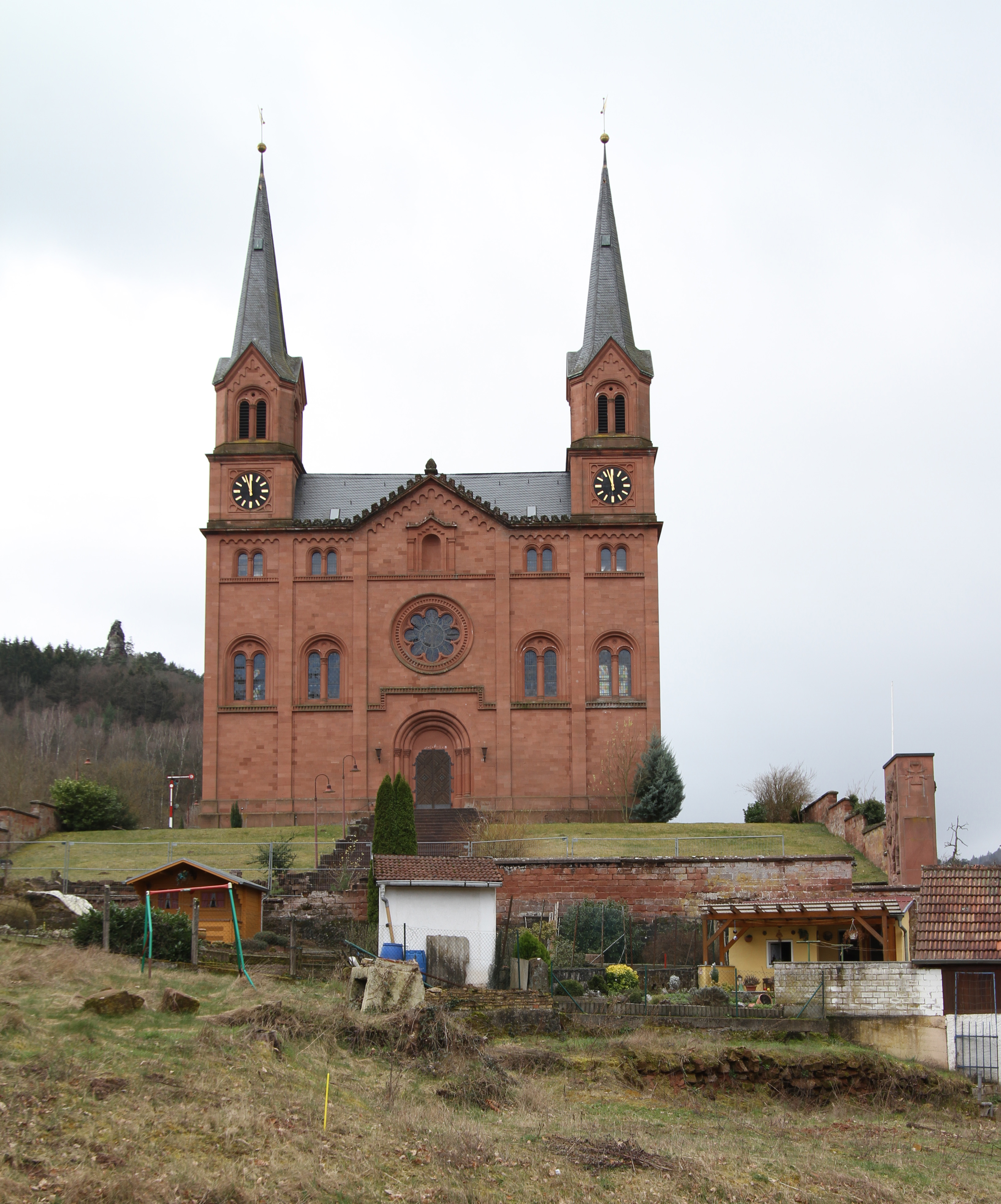
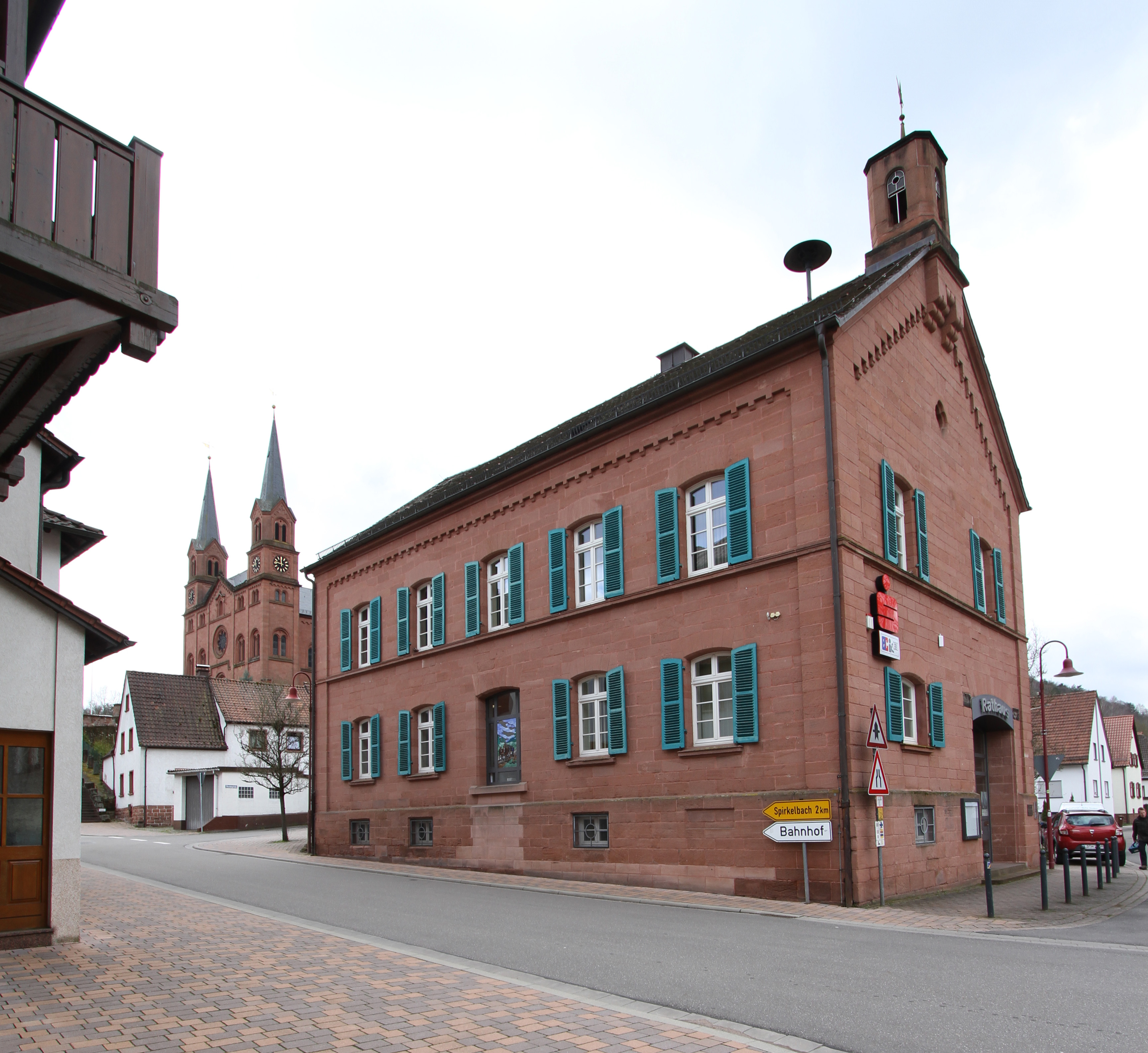
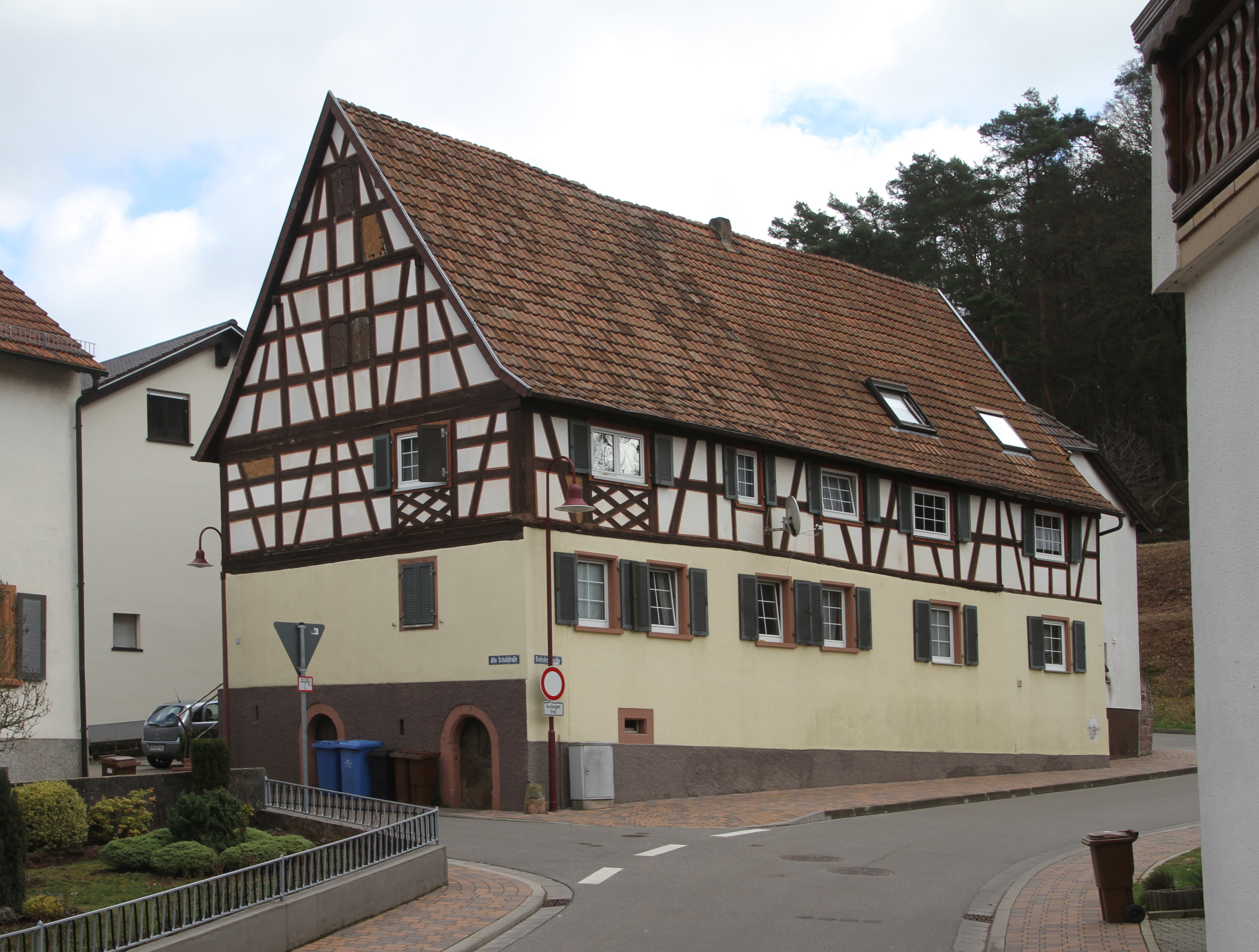
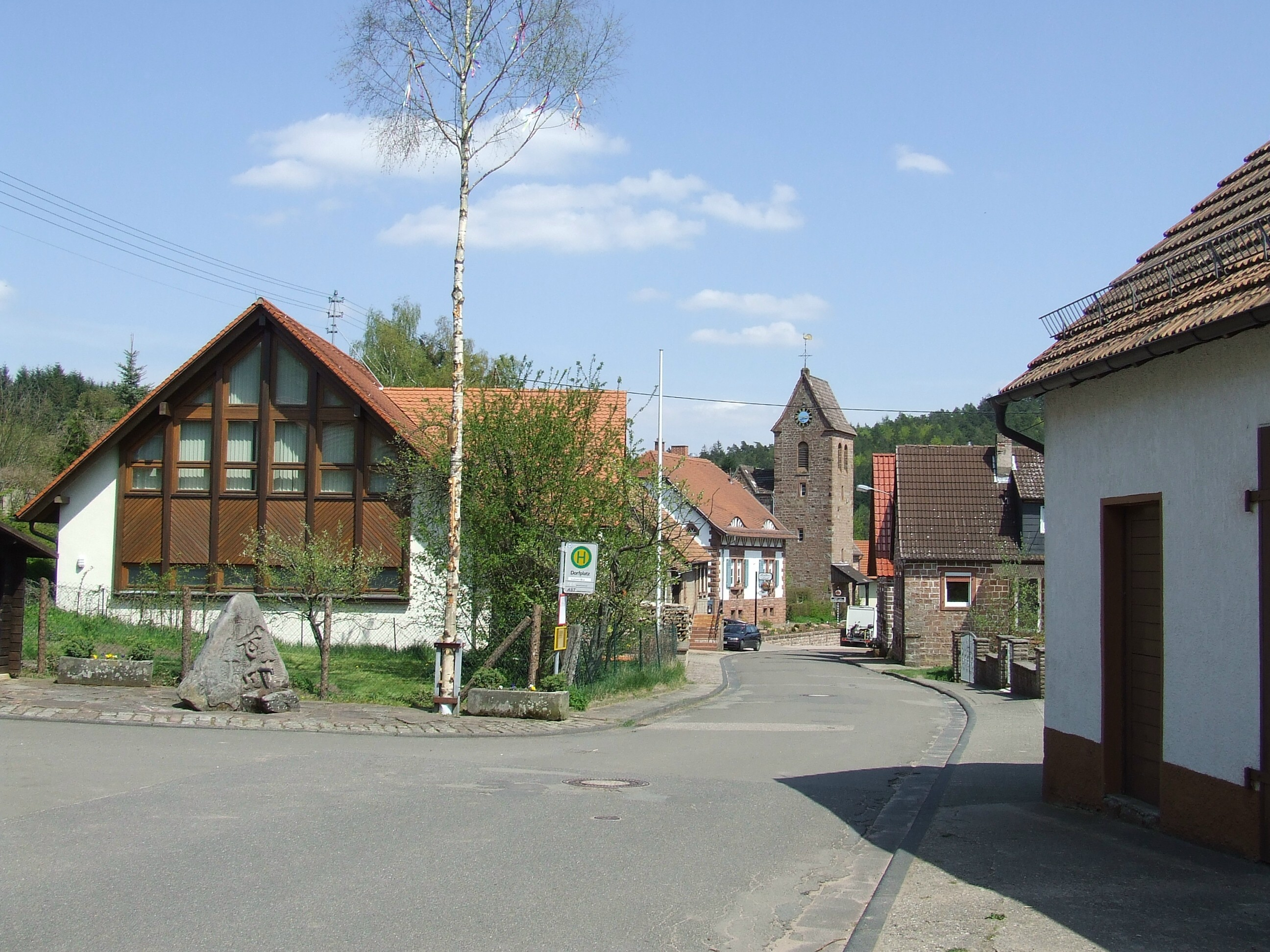
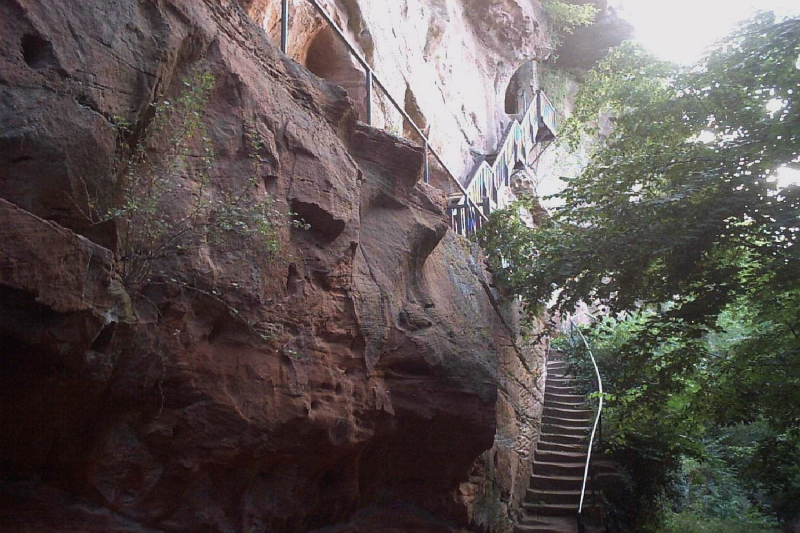
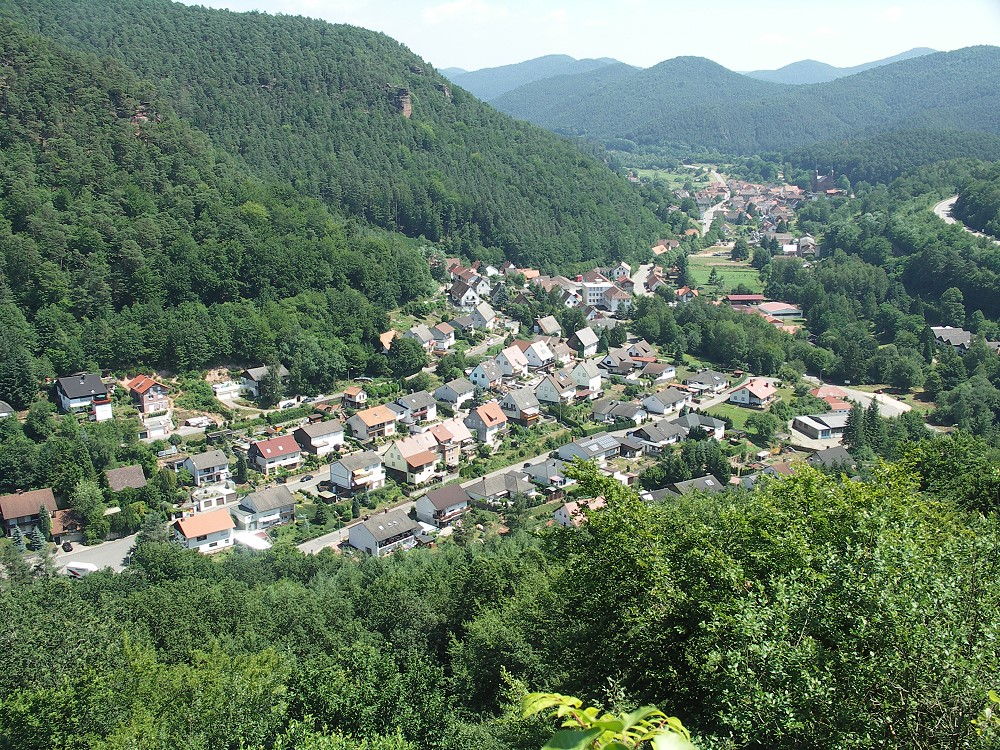